# سواد، إب
سواد هي إحدى قرى الجمهورية اليمنية. تتبع جغرافيا لمحافظة إب وإداريًا لمديرية إب. يبلغ تعداد سكانها 1002 نسمة حسب الإحصاء الذي أجري عام 2004.